# 평촌자유공원
평촌자유공원(坪村自由公園, Pyeongchon Jayu Park)은 대한민국 경기도 안양시에 있는 공원 및 스포츠 시설이다. 공원 시설은 1992년 6월에 착공하여 1993년 10월 30일에 준공되었다. 인조잔디 필드가 갖춰진 축구 경기장이 설치되어 있으며 2016년 9월에 준공되었다.
평촌신도시의 남쪽에 위치하여 있고, 또한 서울외곽순환고속도로가 가로 막고 있어 신도시 주민들은 규모가 더 크고 편의시설이 더 많은 중앙공원을 이용하고 있어, 상대적으로 한산하다고 할 수 있다.

## 참고 문헌
- 〈평촌자유공원〉. 《두피디아》. 두산.
- “평촌자유공원”. 안양도시공사.
- 《전국 공공체육 시설 현황 (2017년말 기준)》. 대한민국 문화체육관광부. 2019.

## 같이 보기
- 자유공원 지석묘 - 안양시 향토문화재 제1호